# 蒙哥馬利冰川
83°47′S 166°55′E / 83.783°S 166.917°E
蒙哥馬利冰川（英語：Montgomerie Glacier）是南極洲的冰川，位於沙克爾頓海岸的亞歷山德拉皇后山脈地區，全長19公里，流經漢普頓嶺西部，最終注入倫諾克斯金冰川。